# Propontocypris attenuata
Propontocypris attenuata is een mosselkreeftjessoort uit de familie van de Pontocyprididae. De wetenschappelijke naam van de soort is voor het eerst geldig gepubliceerd in 1868 door Brady.